# Нема лажи, нема преваре — Загреб уживо ’85
Нема лажи, нема преваре — Загреб уживо ’85 је други албум уживо српске рок музичке групе Рибља чорба. Албум садржи снимак концерта Рибље чорбе, одржаног 3. марта 1985. године у Загребу, а као албум уживо објављен је 14. августа 1995. године. Снимак није обрађиван нити на било који други начин уређиван. Бенд га је укључио у своју званичну дискографију.

## Песме
| Бр. | Назив песме               | Трајање |
| --- | ------------------------- | ------- |
| 1.  | Драга не буди педер       | 04:17   |
| 2.  | Дворска будала            | 03:29   |
| 3.  | Рокенрол за кућни савет   | 04:16   |
| 4.  | Нећу да испаднем животиња | 04:40   |
| 5.  | Два динара, друже         | 04:34   |
| 6.  | Ево ти за такси           | 02:47   |
| 7.  | Егоиста                   | 02:48   |
| 8.  | Хлеба и игара             | 03:03   |
| 9.  | Ало                       | 03:06   |
| 10. | Превара                   | 04:28   |
| 11. | Кад ходаш                 | 04:53   |
| 12. | Сачекај                   | 03:38   |
| 13. | Како је лепо бити глуп    | 04:21   |
| 14. | Џинџер соло               | 03:24   |
| 15. | Ајде бежи                 | 04:12   |
| 16. | Одлазак у град            | 02:16   |
| 17. | Остаћу слободан           | 02:17   |
| 18. | Волим, волим, волим жене  | 02:47   |
| 19. | Нећу да те волим          | 04:14   |
| 20. | Прича о Жики Живцу        | 03:24   |